# Cestrum darcyanum
Cestrum darcyanum là loài thực vật có hoa trong họ Cà. Loài này được C.Benítez de Rojas & Sawyer mô tả khoa học đầu tiên năm 1999.